# Irving Asher
Irving Asher (San Francisco, 16 september 1903 – Indio, 17 maart 1985) was een Amerikaanse filmproducent.

## Carrière
Asher was van 1929 tot de jaren vijftig als producent betrokken bij meer dan 130 producties, waaronder The Four Feathers uit 1939 met John Clements en Ralph Richardson, Billy the Kid uit 1941 met Robert Taylor, de Oscar-genomineerde film Blossoms in the Dust uit 1941 met Greer Garson en Walter Pidgeon en The Turning Point uit 1952 met William Holden.
Van 1931 tot 1938 werkte hij als directeur voor Warner Brothers, die hem naar het Verenigd Koninkrijk stuurden om hoofd te worden van het Londense kantoor van Warner Brothers. Daar ontdekte hij Errol Flynn toen die nog een jonge onbekende acteur was en gaf hem zijn eerste hoofdrol in Murder at Monte Carlo uit 1934. Vervolgens ging Asher aan de slag bij Alexander Korda. Bij zijn terugkeer naar de Verenigde Staten werkte hij voor Metro-Goldwyn-Mayer en Paramount.

## Privéleven
Asher trouwde in 1934 met Laura La Plante, een actrice uit het tijdperk van de stomme film. Het paar had twee kinderen, Jill en Tony. Hij overleed op 17 maart 1985 in Indio (Californië) aan een longaandoening.